# Saint Maud
Pour plus de détails, voir Fiche technique et Distribution.
Saint Maud, ou Sainte-Maud au Québec, est un film d'horreur psychologique britannique écrit et réalisé par Rose Glass, sorti en 2019. Il s'agit du premier long métrage de la réalisatrice.
Il a été présenté en avant-première mondiale au festival international du film de Toronto 2019.

## Synopsis
Maud, une infirmière à domicile instable et nouvellement dévote, devient obsédée par le fait de sauver l'âme de sa patiente mourante, mais des forces sinistres et ses vieux démons menacent son saint appel.

## Fiche technique
- Titre original et français : Saint Maud
- Titre québécois : Sainte-Maud
- Réalisation et scénario : Rose Glass
- Direction artistique : Isobel Dunhill
- Décors : Anna Mould
- Costumes : Tina Kalivas
- Photographie : Ben Fordesman
- Musique : Adam Janota Bzowki
- Montage : Mark Towns
- Pays de production :  Royaume-Uni
- Format : couleur
- Genre : horreur psychologique
- Durée : 84 minutes
- Dates de sortie[2] :
  - Canada : 8 septembre 2019 (festival international du film de Toronto)
  - Royaume-Uni : 5 octobre 2019 (festival du film de Londres) ; 1er mai 2020 (sortie nationale)
  - France : 31 janvier 2020 (festival international du film fantastique de Gérardmer)

## Distribution
- Morfydd Clark (VQ : Ludivine Reding) : Maud
- Jennifer Ehle (VQ : Valérie Gagné) : Amanda
- Lily Knight (VQ : Geneviève Bédard): Joy
- Lily Frazer : Carol
- Turlough Convery : Christian
- Rosie Sansom : Ester
- Marcus Hutton : Richard
- Carl Prekopp : Pat, le sans-abri
- Noa Bodner : Hilary

 Source et légende : version québécoise (VQ) sur Doublage.qc.ca

## Sortie
La sortie du film en salle en France est initialement prévue le 24 juin 2020. À cause de la pandémie de Covid-19, elle est repoussée au 25 novembre 2020. Mais à cause du reconfinement au mois de novembre, cette date est annulée. À la suite de l'annonce du gouvernement de la date de réouverture des salles de cinéma pour le 15 décembre, la date de sortie est fixée au 30 décembre 2020, date une nouvelle fois annulée à l'annonce de la fermeture des salles de cinéma pour au moins trois semaines supplémentaires[réf. nécessaire].

## Production
Le film a été développé par Escape Plan Productions avec un financement de Film4. En novembre 2018, il a été annoncé que Clark et Ehle avaient rejoint le casting du film, avec Glass réalisant à partir de son propre scénario. Le film a été entièrement financé par Film4 Productions et le British Film Institute.

## Distinctions

### Sélections
- Festival du film de Londres 2019 : sélection en compétition officielle
- Festival international du film fantastique de Gérardmer 2020 : sélection en compétition officielle